# Chris Wood (musicista)
Christopher Gordon Blandford Wood, detto Chris (Birmingham, 24 giugno 1944 – Birmingham, 12 luglio 1983), è stato un musicista, flautista, sassofonista e tastierista britannico, uno dei membri della formazione storica del gruppo rock britannico dei Traffic; insieme a Steve Winwood e Jim Capaldi è presente nei primi quattro album della band.

## Carriera
Nato a Harborne, Birmingham, Chris Wood prende ad appassionarsi di musica e pittura fin dall'infanzia. Suonatore autodidatta di flauto e sassofono, che comincia a suonare all'età di quindici anni, inizia ad esibirsi localmente con altri musicisti di Birmingham i quali più tardi acquisiranno fama internazionale nel campo della musica: Christine Perfect (poi Christine McVie), Carl Palmer, Stan Webb e Mike Kellie.  Wood nel 1964 suonava con Perfect nel gruppo Shades of Blue e con Kellie nel 1965-1966 nei Locomotive.
Frequenta il Foley College of Further Education and College of Art a Stourbridge e successivamente ottiene una borsa di studio che gli permette di frequentare la Royal Academy of Arts. La sorella più giovane Stephanie disegnava i costumi per gli Spencer Davis Group, di stanza a Birmingham, e fu attraverso lei che Wood fece conoscenza di Steve Winwood, nativo di Birmingham.
Con i Traffic, Wood in buona parte suonava flauto e sassofono, saltuariamente le tastiere e a volte contribuiva come vocalist. Wood è inoltre coautore di molti testi dei Traffic, in particolare durante il primo periodo in cui la band iniziava le prime registrazioni. Il suo contributo più notevole è in qualità di coautore (insieme a Steve Winwood e Jim Capaldi), di Dear Mr. Fantasy.
Wood suonò con Jimi Hendrix nel 1968, apparendo su Electric Ladyland.  Mentre Winwood temporaneamente si univa al supergruppo dei Blind Faith nel 1969, Wood, Mason e Capaldi si univano con Mick Weaver dei Wynder k frog, suonando prima come Mason, Capaldi, Wood e Frog, ma presto come Wooden Frog. Dunque va in tournée negli Stati Uniti con Dr. John, laddove incontra la cantante Jeanette Jacobs (precedentemente facente parte di un gruppo di ragazze chiamato The Cake). Wood e Jacobs si sposarono nel 1969, quando egli aveva l'età di 25 anni e lei di 19.
Nel 1969, anche Wood appare nell'eponimo secondo album dei Free e in The Autumn Stone dei Small Faces. Nel 1970, Wood e sua moglie, insieme a Steve Winwood, si uniscono al Ginger Baker's Air Force, pubblicando un album prima di riformare i Traffic. Wood rimase con i Traffic dal periodo della sua riformazione nel 1970 fino alla rottura del 1974. Egli suonò in Inside Out (1973) di John Martyn.
Per buona parte della sua vita Wood subisce la dipendenza da droghe e da alcool, attribuiti inizialmente alla aerofobia. Sua moglie Jeanette, da cui era separato, ma con la quale era ancora in buoni rapporti, muore nel 1980, all'età di 30 anni, a causa di una crisi epilettica e Wood ne rimase profondamente scosso.

## Morte
Nel 1983, nel periodo in cui stava lavorando al suo album solista, che avrebbe dovuto intitolarsi Vulcan, Wood moriva di polmonite al Queen Elizabeth Hospital di Birmingham, Inghilterra. Il materiale per l'album venne registrato nel corso dei precedenti pochi anni, principalmente in uno studio di registrazione da lui comprato. Dopo la sua morte, le registrazioni di Vulcan restarono in possesso della sorella di Wood, Stephanie Wood. Nel 2008, con il consenso di lei e dopo tre anni di ricerche e preparazione, venne pubblicato dalla Esoteric Recordings un CD intitolato Vulcan, costituito da materiale scelto che aveva registrato Wood mentre stava lavorando al completamento dell'album (con in più una performance inedita dal vivo insieme ai Traffic di alcune sue composizioni).
Dopo la morte di Wood, i Traffic registrarono un ulteriore album in studio, Far from Home (1994), a lui dedicato, e la figura centrale sulla copertina è uno stickman che rappresenta un uomo che suona il flauto.

## Discografia

### Da solista
- 2008 Vulcan (Esoteric; registrato nel 1983)

### Con i Traffic
- 1967 Mr. Fantasy
- 1968 Traffic
- 1969 Last Exit
- 1969 Best of Traffic
- 1970 John Barleycorn Must Die
- 1971 The Low Spark of High Heeled Boys
- 1971 Welcome to the Canteen
- 1973 Shoot Out at the Fantasy Factory
- 1973 On the Road
- 1974 When the Eagle Flies
- 1975 Heavy Traffic
- 1975 More Heavy Traffic
- 1991 Smiling Phases
- 1998 Heaven Is In Your Mind - An Introduction To Traffic
- 2000 Feelin' Alright: The Very Best Of Traffic
- 2002 The Collection
- 2003 The Best Of Traffic - The Millennium Collection
- 2005 Traffic Gold

### Con Ginger Baker's Air Force
- 1970 Ginger Baker's Air Force (Island/Polydor)
- 1998 Ginger Baker, Do What You Like (Polydor; compilation dei primi tre album di Ginger Baker, compreso Ginger Baker's Air Force)

### Con altri
- 1968 The Jimi Hendrix Experience, Electric Ladyland (Track/Reprise Records)
- 1969 Free, Free (Island/Polydor)
- 1969 Fat Mattress, Fat Mattress (Polydor)
- 1969 Martha Velez, Fiends and Angels (Sire)
- 1969 Chicken Shack, O.K. Ken? (Blue Horizon)
- 1969 Gordon Jackson, Thinking Back (Marmalade)
- 1969 Locomotive, We Are Everything You See
- 1970 Shawn Phillips, Contribution (A&M)
- 1970 Sky, Don't Hold Back (RCA)
- 1971 Jimi Hendrix, The Cry of Love (Track/Reprise)
- 1971 Steve Winwood, Winwood (United Artists; raccolta di lavori di Winwood dal 1966 al 1970, compreso materiale dei Traffic)
- 1972 Jim Capaldi, Oh How We Danced (Island)
- 1972 Reebop Kwaku Baah, Rebop (Island)
- 1973 John Martyn, Inside Out
- 1973 Hanson, Now Hear This (Manticore)
- 1973 Free Creek, Music From Free Creek (Charisma; registrato nel 1969; ripubblicato nel 1976 come Summit Meeting)
- 1975 Jim Capaldi, Short Cut Draw Blood (Island)
- 1977 Third World, 96 Degrees In The Shade (Manga)
- 1977 Crawler, Crawler  (Epic)
- 1979 Third World, The Story's Been Told (Island)
- 1997 Spencer Davis Group, Funky (Date/One Way; registrato nel 1968)